# Coryciinae
Coryciinae es una subtribu pequeña de la familia de las orquídeas, que se compone de 114 especies de plantas de hábitos terrestres dividida en cinco géneros.
Las plantas de esta subtribu se caracteriza por presentar raíces tuberosas, con tallos generalmente planos. Las inflorescencias son termionales  en forma de racimos. A sépala dorsal das flores costuma estar junto às pétalas formando um conjunto elmiforme.  El labelo  presenta generalmente apéndices muchas veces mayor que la hoja.  El florecimiento de la mayoría de las especies parece ser extimulado por incendios ocasionales y ocurre poco después del final de la temporada de lluvias.  Las flores segregan aceite, recogido por las abejas de la familia Melittidae.

## Distribución
Las orquídeas que pertenecen a esta subfamilia son principalmente originarias de África, con gran concentración en el sur de África, donde la mayoría de las especies y todos los géneros están presentes, y además se encuentran dispersas en el África tropical. Sólo unas pocas especies del género Disperis existen en Asia.

## Géneros
- Ceratandra - Corycium - Disperis - Evotella - Pterygodium